# On the Trail of the Germs
On the Trail of the Germs est un film muet américain réalisé par William V. Mong et sorti en 1912.

## Fiche technique
- Réalisation : William V. Mong
- Scénario : William V. Mong
- Production : William Nicholas Selig
- Date de sortie :  États-Unis : 22 juillet 1912

## Distribution
- Kathlyn Williams
- Frank Weed
- Joe Koster
- Nettie Evans
- Maud Cleveland
- Fannie Green